# Iswestija-Pokal 1974/75
Der Iswestija-Pokal 1974/75 (russisch Турнир на приз газеты Известия, dt.: Turnier um den Preis der Zeitung „Iswestija“, dt. Iswestija, d. h. Nachrichten) war die 8. Austragung des internationalen Eishockeyturniers, welches in diesem Jahr zwischen dem 10. September 1974 und dem 28. März 1975 während der gesamten Saison stattfand. Neben der sowjetischen Sbornaja nahmen wieder die Nationalmannschaften Finnlands, Schwedens und der Tschechoslowakei teil.

## Spiele
| 10. September 1974 | UdSSR Waleri Charlamow (2) Alexander Malzew (2) Alexander Jakuschew Alexander Gussew Alexander Woltschkow Sergei Kapustin | 8:1 (3:0, 4:1, 1:0) Spielbericht | Finnland Lasse Oksanen | Moskau |

| 11. September 1974 | UdSSR | 7:3 (3:0, 3:1, 1:2) | Finnland | Moskau |

| 13. September 1974 | UdSSR | 4:3 (0:0, 2:2, 2:1) | Finnland | Moskau |

| 17. September 1974 | Schweden | 2:1 (2:1, 0:0, 0:0) | Finnland | Södertälje |

| 19. September 1974 | Schweden | 5:5 (3:2, 2:2, 0:1) | Finnland | Göteborg |

| 20. September 1974 | Schweden | 9:1 (3:0, 2:1, 4:0) | Finnland | Stockholm |

| 7. November 1974 | Finnland | 2:7 (0:3, 1:3, 1:1) | UdSSR | Rauma |

| 8. November 1974 | Finnland | 2:5 (2:3, 0:0, 0:2) | UdSSR | Tampere |

| 10. November 1974 | Finnland | 3:5 (1:2, 0:3, 2:0) | UdSSR | Helsinki |

| 12. November 1974 | Tschechoslowakei Josef Augusta (28.) Vladimír Martinec (30.) Ivan Hlinka (40.) Milan Nový (55.) | 4:2 (0:1, 3:1, 1:0) Spielbericht | Schweden Dan Labraaten (5.) Söderström (30.) | Prag Zuschauer: 14.000 |

| 13. November 1974 | Tschechoslowakei Vladimír Martinec (26.) Jiří Holík (56.) | 2:4 (0:0, 1:3, 1:1) Spielbericht | Schweden Dan Söderström (25.) Wickström (33.) Sundqvist (40., 42.) | Prag Zuschauer: 14.000 |

| 15. November 1974 | Tschechoslowakei Horáček (7.) Milan Nový (18., 34.) Ivan Hlinka (35.) Vladimír Martinec (38.) Milan Nový (54.) Josef Augusta (58.) Jiří Novák (59.) | 8:1 (2:0, 3:1, 3:0) Spielbericht | Schweden Mats Åhlberg (38.) | Prag Zuschauer: 14.000 |

| 12. Dezember 1974 | UdSSR | 7:2 (2:0, 3:2, 2:0) | Schweden | Moskau |

| 14. Dezember 1974 | UdSSR | 5:2 (3:0, 2:1, 0:1) | Schweden | Moskau |

| 15. Dezember 1974 | UdSSR | 4:3 (0:2, 0:1, 4:0) | Schweden | Moskau |

| 18. Dezember 1974 | UdSSR Wladimir Petrow (2) Waleri Wassiljew (2) Alexander Gussew Alexander Jakuschew | 6:3 (1:1, 2:1, 3:1) Spielbericht | Tschechoslowakei Holík Ivan Hlinka Vladimír Martinec | Moskau |

| 18. Dezember 1974 | Finnland | 4:1 (2:0, 0:1, 2:1) | Schweden | Pori |

| 19. Dezember 1974 | UdSSR Waleri Charlamow Wladimir Petrow Juri Schatalow | 3:3 (2:1, 0:2, 1:0) Spielbericht | Tschechoslowakei Milan Nový (2) Bohuslav Ebermann | Moskau |

| 20. Dezember 1974 | Finnland | 3:2 (1:1, 2:1, 0:0) | Schweden | Tampere |

| 21. Dezember 1974 | UdSSR Alexander Malzew (2) Sergei Kapustin | 3:4 (2:2, 1:1, 0:1) Spielbericht | Tschechoslowakei Milan Nový Vladimír Martinec Jiří Kochta Josef Augusta | Moskau Zuschauer: 14.000 |

| 21. Dezember 1974 | Finnland | 2:6 (0:2, 1:0, 1:4) | Schweden | Helsinki |

| 1. Februar 1975 | Finnland Harri Linnonmaa (2.) | 1:6 (1:0, 0:4, 0:2) Spielbericht | Tschechoslowakei Jaroslav Pouzar (23.) Vladimír Martinec (30.) Jiří Novák (37.) Marián Šťastný (37.) Ivan Hlinka (44.) Bohuslav Šťastný (50.) | Helsinki Zuschauer: 8.000 |

| 2. Februar 1975 | Finnland | 0:6 (0:2, 0:1, 0:3) Spielbericht | Tschechoslowakei Marián Šťastný (3., 8.) Vladimír Martinec (35.) Milan Nový (47.) Jiří Bubla (48.) Jaroslav Pouzar (57.) | Tampere Zuschauer: 10.000 |

| 4. Februar 1975 | Finnland | 0:4 (0:2, 0:2, 0:0) Spielbericht | Tschechoslowakei Holík Ivan Hlinka Eduard Novák Josef Augusta | Helsinki |

| 25. Februar 1975 | Schweden | 0:6 (0:1, 0:2, 0:3) Spielbericht | Tschechoslowakei Jiří Novák (2) Bohuslav Ebermann Vladimír Martinec Jaroslav Pouzar Marián Šťastný | Göteborg Zuschauer: 12.000 |

| 26. Februar 1975 | Schweden Mats Åhlberg Willy Lindström | 2:4 (1:2, 1:2, 0:2) Spielbericht | Tschechoslowakei Milan Nový (2) Bohuslav Ebermann Vladimír Martinec | Göteborg Zuschauer: 14.000 |

| 28. Februar 1975 | Schweden Dan Labraaten Hans Jax Petersson | 3:1 (2:1, 1:0, 0:0) Spielbericht | Tschechoslowakei Bohuslav Ebermann | Stockholm Zuschauer: 10.000 |

| 18. März 1975 | Tschechoslowakei | 6:1 (2:1, 2:0, 2:0) | UdSSR | Prag |

| 19. März 1975 | Tschechoslowakei | 4:2 (0:1, 1:1, 3:0) | UdSSR | Prag |

| 21. März 1975 | Tschechoslowakei | 9:3 (4:1, 3:1, 2:1) | UdSSR | Prag |

| 24. März 1975 | Tschechoslowakei | 2:1 (0:0, 2:0, 0:1) | Finnland | Prag |

| 25. März 1975 | Tschechoslowakei Milan Nový (2) Holík Oldřich Machač Marián Šťastný | 5:0 (1:0, 3:0, 1:0) Spielbericht | Finnland | Prag Zuschauer: 14.000 |

| 25. März 1975 | Schweden Dan Labraaten Mats Åhlberg | 2:9 (1:4, 0:3, 1:2) Spielbericht | UdSSR Wladimir Luttschenko (3) Boris Michailow (2) Waleri Charlamow Boris Michailow Wiktor Schalimow Alexander Jakuschew | Stockholm Zuschauer: 6.000 |

| 26. März 1975 | Schweden | 4:7 (3:2, 0:4, 1:1) | UdSSR | Stockholm |

| 27. März 1975 | Tschechoslowakei Václav Sýkora (3) Vincent Lukáč Milan Chalupa Jan Zajíček Pavel Richter | 7:5 (3:2, 3:2, 1:1) Spielbericht | Finnland Juhani Tamminen (2) Lasse Oksanen Jorma Vehmanen Lauri Mononen | Prag Zuschauer: 12.500 |

| 28. März 1975 | Schweden Dan Söderström (1:1) Stefan Karlsson (2:2) Hans Jax (3:2) | 3:3 (1:1, 2:1, 0:1) Spielbericht | Sowjetunion Alexander Malzew (11.) Alexander Malzew (1:2) Juri Ljapkin (58.) | Göteborg Zuschauer: 13.000 |

## Abschlusstabelle
| Platz | Mannschaft       | Tschechien    | Sowjetunion 1955 | Schweden      | Finnland      | Spiele | S  | U | N  | T     | P  |
| ----- | ---------------- | ------------- | ---------------- | ------------- | ------------- | ------ | -- | - | -- | ----- | -- |
|       | Tschechoslowakei | –––           | 6:1, 4:2, 9:3    | 4:2, 2:4, 8:1 | 2:1, 5:0, 7:5 | 18     | 14 | 1 | 03 | 84:37 | 29 |
|       | UdSSR            | 6:3, 3:3, 3:4 | –––              |               | 8:1, 7:3, 4:3 | 18     | 12 | 2 | 04 | 89:59 | 26 |
|       | Schweden         | 0:6, 2:4, 3:1 | 2:9, 4:7, 3:3    | –––           | 2:1, 5:5, 9:1 | 18     | 05 | 2 | 11 | 53:76 | 12 |
| 4.    | Finnland         | 1:6, 0:6, 0:4 | 2:7, 2:5, 3:5    | 4:1, 3:2, 2:6 | –––           | 18     | 02 | 1 | 15 | 37:91 | 05 |

## Die besten Spieler
Der beste Scorer wurde  Milan Nový mit 28 Punkten (14 Tore, 10 Vorlagen).